# دربهشت (فضل)
دربهشت (فضل)، روستایی از توابع بخش مرکزی شهرستان نیشابور در استان خراسان رضوی ایران است. امام زاده عبدالله (نیشابور) در این روستا قرار دارد.

## جمعیت
این روستا در دهستان فضل قرار دارد و براساس سرشماری مرکز آمار ایران در سال ۱۳۸۵، جمعیت آن ۱۲۱ نفر (۳۱خانوار) بوده‌است.